# Trifolieae
Trifolieae je tribus (seskupení rodů) čeledi bobovité dvouděložných rostlin. Zahrnuje téměř 500 druhů v 6 rodech. Jsou to vesměs byliny s trojčetnými listy a motýlovitými květy v různých typech květenství. Vyskytují se zejména v mírném pásu severní polokoule. V České republice se vyskytují rody jetel, tolice, komonice, jehlice a pískavice. Jetele a tolice mají zemědělský význam jako pícniny.

## Popis
Zástupci tribu Trifolieae jsou jednoleté nebo vytrvalé byliny nebo výjimečně keře. Listy jsou trojčetné, řidčeji jen jednolisté nebo naopak složené z 5 až 7 lístků. Palisty jsou většinou přirostlé k řapíku, palístky chybějí. Květy jsou uspořádané v květenstvích různých typů, nejčastěji v hlávkách nebo klasovitých hroznech, řidčeji jednotlivé nebo po několika v úžlabích listů. Kalich je zvonkovitý, tvořený 5 laloky. Koruna je motýlovitá. Tyčinky jsou jednobratré nebo dvoubratré. Semeník obsahuje 1 až mnoho vajíček. Lusky mají různorodou podobu, mohou být přímé, srpovitě zahnuté až spirálně stočené, vejcovité nebo podlouhlé, pukající jedním nebo oběma švy či nepukavé. U některých zástupců jsou plody zanořené ve vytrvalém kalichu.

## Rozšíření
Tribus Trifolieae zahrnuje asi 485 druhů v 6 rodech. Největší rody jsou jetel (Trifolium, asi 250 druhů), tolice (Medicago, 83) a jehlice (Ononis, 75 druhů).
Převážná většina zástupců tribu se vyskytuje v mírných oblastech severní polokoule. Některé rody přesahují do horských oblastí tropů a subtropů: rod jetel je zastoupen i v horách Afriky a v jihoamerických Andách, pískavice ve střední Asii a Austrálii, jehlice v horách Etiopie a Keni. Rod modrojetel se vymyká a je rozšířen výhradně v horách tropického pásu: 1 druh v tropické Asii, druhý ve východní Africe.
V květeně Evropy jsou hojně zastoupeny všechny rody s výjimkou modrojetele. Jen jetelů zde roste asi 110 druhů. Největší počet druhů roste ve Středomoří. Rovněž v České republice je tento tribus bohatě zastoupen: roste zde 19 druhů jetele, 4 druhy komonice i tolice, 3 druhy jehlice a 1 druh pískavice. Další druhy jsou zavlékány.

## Zástupci
- jehlice (Ononis)
- jetel (Trifolium)
- komonice (Melilotus)
- modrojetel (Parochetus)
- pískavice (Trigonella)
- tolice (Medicago)

## Význam
Mezi zástupci tohoto tribu nalezneme celou řadu hodnotných pícnin, zejména různé druhy jetele a tolice. Používají se i jako zelené hnojení a ke zlepšování půdy. Některé druhy jsou využívány v medicíně. Pískavice řecké seno (Trigonella foenum-graecum) má význam i jako koření.

## Přehled rodů
Medicago, Melilotus, Ononis, Parochetus, Trifolium, Trigonella